# 西垣俊作
西垣 俊作（にしがき しゅんさく、1974年9月19日 - ）は、日本の男性声優。リマックス所属。東京都出身。妻は声優の坂田有希。

## 経歴・人物
以前はオフィスCHKに所属していた。
趣味はダム巡り。 特技は盲牌とバドミントン。
2006年7月より開始された、壱智村小真、櫻井浩美、浅井晴美による自主制作インターネットラジオ「studio TeaParty」に執事として出演。

## 出演

### テレビアニメ
2003年
- HAPPY★LESSON ADVANCE（男子生徒）

2008年
- アグリーダックス（チック）
- テイルズ オブ ジ アビス（神託の盾兵）

2012年
- レゴ フレンズ 〜ともだちキラキラ!ものがたり〜（市長）

2014年
- Persona4 the Golden ANIMATION（キャスター男性）

2022年
- 転生賢者の異世界ライフ 〜第二の職業を得て、世界最強になりました〜（冒険者A）

2023年
- アルスの巨獣（親方、ノビト）
- ひきこまり吸血姫の悶々（アルカ国王）

2024年
- Lv2からチートだった元勇者候補のまったり異世界ライフ（見張りの男）
- 喧嘩独学（新庄の父）

2025年
- わたしの幸せな結婚（五道壱斗）
- Sランクモンスターの《ベヒーモス》だけど、猫と間違われてエルフ娘の騎士として暮らしてます（ガッポーリ）
- 日々は過ぎれど飯うまし（とんかつや店員）
- 強くてニューサーガ（ロエール）
- 薫る花は凛と咲く（先生）

### OVA
- HAPPY★LESSON（2001年、野郎共）
- リバースムーン ディバージェンス（2005年、オールドマン、ジャルド・バルダー）

### ゲーム
2001年
- てんたま（双葉の父・魚辰）

2002年
- Ever17 -the out of infinity-
- 想い出にかわる君 〜Memories Off〜（山下2.5号）

2003年
- Iris 〜イリス〜

2004年
- Remember11 -the age of infinity-

2005年
- Memories Off #5 とぎれたフィルム
- リバースムーン（オールドマン、ジャルド・バルダー）

2006年
- Memories Off 〜それから again〜（柏崎正巳、花祭清志朗）
- 闇夜にささやく〜探偵 相楽恭一郎〜（富ヶ谷信男）

2007年
- アガレスト戦記
- スターオーシャン1 First Departure
- ミストオブカオス（マスモー）
- 妖鬼姫伝 〜あやかし幻灯話〜
- リゼルクロス（ガサンドラ）

2008年
- キミの勇者（タンゴ）
- スゴロクロニクル（支部長ドン）
- スペクトラルフォース ジェネシス（風詠ノ風伍、シーグライド）

2009年
- Myself ; Yourself それぞれのfinale（鷺沼充）
- ラストバレット（原田興太郎）

2012年
- ワンド オブ フォーチュン2 FD 〜君に捧げるエピローグ〜（ファタ・モルガナ）

2018年
- 天涯ニ舞ウ、粋ナ花

2019年
- スターオーシャン1 First Departure R

2024年
- モンスターストライク（尾形光琳）
- ファイアーエムブレム ヒーローズ（ネルガル）

### 吹き替え

#### 担当俳優
ドルフ・ラングレン
- ASSASSIN アサシン（ウルフ）
- ソルジャー・ゴールド（エリック・ブロガー）※DVD版
- デス・リベンジ2（グレンジャー）

ベン・メンデルソーン
- ウーナ（レイ・ブルックス）
- 名もなき塀の中の王（ネビル・ラブ）
- ロスト・リバー（デイヴ）

#### 映画
- アース・フォール JIU JITSU（ワイリー〈ニコラス・ケイジ〉[13]）
- アイズ・オン・ユー
- 愛・ビート・ライム ※Netflix版
- アウグステゥス
- アメリカを売った男
- アンダーワールド ビギンズ
- アン・ハサウェイ 魔法の国のプリンセス（エドガー〈ケイリー・エルウィス〉）※Netflix版
- インベージョン・デイ 合衆国陥落の日（デューク〈イーサン・フラワー〉）
- VIRUS/ウィルス:32（ルイス〈ダニエル・エンドレール〉[14]）
- ウェイティング・バーバリアンズ 帝国の黄昏（民政官〈マーク・ライランス〉[15]）
- ヴェノム:ザ・ラストダンス[16]
- ウルフウォーカー（護国卿〈サイモン・マクバーニー〉）
- 栄光なにするものぞ
- エグゼクティブ・プロテクション
- ECOMODA
- F1/エフワン（トト・ヴォルフ[17]）
- エミルの空
- エレベーター（ヘンリー〈ジョン・ゲッツ〉）
- エンジェル 哀しき復讐者（フランク〈ショーン・ビーン〉）
- オーメン 呪戒
- オフィサー・ダウン（ニコラス〈ウォルトン・ゴギンズ〉）
- カットバンク（ローランド・ボーゲル保安官〈ジョン・マルコヴィッチ〉）
- 危険な関係（シエ・イーファン（谢易梵）〈チャン・ドンゴン〉）
- キッズレーサー 魔法のメダルと秘密のサーキット（ロビンの父親〈ハイナー・ラウターバッハ〉）
- キラーズ・セッション（マーカス〈トミー・フラナガン〉）
- グリーン・ナイト（アーサー王〈ショーン・ハリス〉[18]）
- クレイヴン・ザ・ハンター[19]
- クロッシング・デイ（パット・ケリー〈ブライアン・グッドマン〉）
- コードネームBT85 大統領暗殺を阻止せよ!（マリノ〈ジェームズ・レマー〉）
- コールド・バレット 凍てついた七月（リチャード・デイン〈マイケル・C・ホール〉）
- コールド マウンテン（ヴィージー牧師〈フィリップ・シーモア・ホフマン〉）※Netflix版
- 恋するプリテンダー（レオ〈ダーモット・マローニー〉[20]）
- コン・エクスプレス
- コンテンダー（コリン・プライス〈ニコラス・ケイジ〉）
- サイレント・ナイト 悪魔のサンタクロース（スタイン・カーソン）
- サウルの息子（ファイゲンバウム）
- ザ・サンド（アレックス〈ジェイミー・ケネディ〉）
- サスペクト-薄氷の狂気-（ハーパー長官〈スタンリー・トゥッチ〉）
- ザ・タワー 超高層ビル大火災
- ザ・デビルス・レジェクト
- ザ・トランスポーター（ヘスス刑事〈ルイス・トサール〉）
- ジュラシック・ワールド（センターアナ男[21]）※ザ・シネマ版
- シン・ジョーズ（リース）
- シンドバッド 新たなる航海（国王〈デビッド・ライト〉）
- スーパー!（ジョック〈ケヴィン・ベーコン〉）
- スターシップ・トゥルーパーズ3
- スターファイター 未亡人製造機と呼ばれたF-104（ゴードン・マークス弁護士〈ウォルター・シトラー〉）
- スタンドオフ（カーター・グリーン〈トーマス・ジェーン〉）
- スモールワールド/15センチの魔法（ペーター〈アクセル・シュタイン〉[22]）
  - スモール・アドベンチャー/パパママ救出大作戦[23]
- スリー・ドッグス クリスマス三銃士（マット〈ディーン・ケイン〉）
- スロウ・ウエスト（サイラス〈マイケル・ファスベンダー〉）
- 戦慄病棟（グリア〈ケヴィン・チャップマン〉）
- ゾンビ津波（ハンター・ショウ〈アイアン・ジーリング〉[24]）
- ゾンビマックス! 怒りのデス・ゾンビ（バリー〈ジェイ・ギャラガー〉）
- チョコレート・ガール バッド・アス!!（ルン）
- ダークウォッチ 戦慄の館（セス〈トビン・ベル〉）
- ダーク・エンジェル 闇を支配した男（ロッキード〈ルイス・マンディロア〉）
- ダーク・スクール（パパ〈ピップ・トーレンズ〉）
- ターニング・タイド 希望の海（ジュエル〈ジャン＝ポール・ルーヴ〉）
- タイラー・レイク -命の奪還-2[25]
- ダブル・ミッション 報復の銃弾（シュリヒター〈ピーター・ストーメア〉）
- ダラス・バイヤーズクラブ
- 弾丸刑事 怒りの奪還（カリート・ケイン〈ジョナサン・バンクス〉）
- 地平線のキックオフ
- チャンス!（ジョー〈ブレンダン・フレイザー〉）
- 提督の艦隊（ミヒール・デ・ロイテル〈フランク・ラマース〉）
- デイライツ・エンド（クリス〈ハキーム・ケイ＝カジーム〉）
- デス・クルー（ウェイド〈ルーク・ゴス〉）
- デッド・ドロップ（サンティアゴ〈ネスター・カーボネル〉）
- 21ブリッジ（アディ〈アレクサンダー・シディグ〉）
- トッポ・ジージョ
- トマホーク ガンマンvs食人族（アーサー〈パトリック・ウィルソン〉）
- ドラゴン・ウォーズ　戦士と邪悪な民（ジョージ〈ベン・ロイド＝ホームズ〉）
- ドラゴン・ウォリアーズ（ラミカス〈アダム・ジョンソン〉）
- ドラゴン・フォース 聖剣伝説（ランスロット〈マーク・グリフィン〉）
- トロピック・サンダー/史上最低の作戦
- 泥棒は幸せのはじまり
- ノー・セインツ 報復の果て（ネト〈ホセ・マリア・ヤスピク〉[26]）
- 72時間 タイムリミット（コンラッド〈ルーク・ゴス〉）
- 7番房の奇跡（ヤンホ〈オ・ダルス〉）
- 虹蛇と眠る女（レイ〈ヒューゴ・ウィーヴィング〉）
- バーニー・トムソンの殺人日記（バーニー・トムソン〈ロバート・カーライル〉）
- バターンを奪回せよ（黒木大佐）
- バトル・オブ・ダンジア 魔獣大戦（リウ・サンション〈スン・ジャオロン〉[27]）
- ハピエスト・ホリデー 私たちのカミングアウト（エリック〈バール・モーズリー〉[28]）
- ハミングバード・プロジェクト 0.001秒の男たち（アーミッシュの長老〈ヨハン・ヘルデンベルグ〉）
- 犯罪都市
- バンテージ・ポイント
- ヒューマン・ボム
- ファンタジー・クエスト
- フォーン・ブース
- 舞台恐怖症
- プライス 戦慄の報酬（ブライアン〈マーティン・ドノヴァン〉）
- フライト・クルー（ジンチェンコ〈ウラジミール・マシコフ〉）
- フライ・ミー・トゥ・ザ・ムーン[29]
- フレンチ・ディスパッチ ザ・リバティ、カンザス・イヴニング・サン別冊（ネスカフィエ〈スティーヴン・パーク〉[30]）
- ベルヴィル・コップ（リカルド〈ルイス・ガスマン〉）
- ベルファスト71（サンディ・ブラウニング大尉〈ショーン・ハリス〉）
- 真昼の決闘
- マルモイ ことばあつめ（チョ・ガプユン〈キム・ホンパ〉[31]）
- ムカデ人間3（ヒューズ州知事〈エリック・ロバーツ〉）
- 夢見る頃を過ぎても
- 善き人に悪魔は訪れる（コリン・エバンス〈イドリス・エルバ〉）
- ヨンガシ 変種増殖（福祉部長官〈チェ・ジョンウ〉）
- ライジング・ホーク 猛軍襲来（ザハール〈ロバート・パトリック〉[32]）
- リップサービス
- レジェンド・オブ・ヒドゥンタウン 妖舞炎奇譚（リウ〈シェン・カイ〉）

#### ドラマ
- オー・マイ・クムビ（モ・フィチョル〈オ・ジホ〉）
- CIA:ザ・エージェンシー
- シカゴ・ホープ
- タッチング・イーブル〜闇を追う捜査官〜
- たった一人の私の味方（カン・スイル〈チェ・スジョン〉）
- ホークアイ（おじいちゃん）
- ロキ

#### ドキュメンタリー
- Formula 1: 栄光のグランプリ（トト・ヴォルフ、アレックス・アルボン、ほか）

#### アニメ
- 氷の国のスイフティ 北極危機一髪!（デューク[33]）
- この恋で鼻血を止めて（プロデューサー[7]、チャールズ[34]、教官[35]、護衛[4]）
- シーフード（叔父）
- ジャック&クロックハート 鳩時計の心臓をもつ少年（メリエス[36]）
- タイガー&ラビット レジェンド・オブ・ファイヤー（ジャン）
- パフィンの小さな島（ウーナのパパ[37]）
- 雪の女王 新たなる旅立ち（アログ）

### デジタルコミック
- ブラックジャックによろしく（2013年、牛田克雄）

### CM
- 戦闘メカ ザブングル
- ツクダオリジナル メロンパンダ
- マクロス
- 銀河鉄道999

### ナレーション
- コンピューターソフト開発用サンプルボイス
- 外国通販吹き替え

### インターネットラジオ
- studio TeaParty（執事）

### 舞台
- たまトザ第5回公演 さよなら、地球人。（掛井永介）2010年6月25日 - 27日
- 華ヤカ哉、我ガ一族 オペラカレイド（政治家①） ※声の出演 2014年12月12日 - 21日